# Geometra subcaerulescens
Geometra subcaerulescens är en fjärilsart som beskrevs av Burrows 1905. Geometra subcaerulescens ingår i släktet Geometra och familjen mätare. Inga underarter finns listade i Catalogue of Life.